# Jonesboro (Georgia)
Jonesboro ist eine City und zudem der County Seat des Clayton County im US-Bundesstaat Georgia mit 4724 Einwohnern (Stand: 2010).

## Geographie
Jonesboro liegt rund 10 km südlich von Atlanta.

## Geschichte
Vor dem Bau der durch den Ort führenden Eisenbahnstrecke hieß der Ort Leaksville, wurde dann 1845 zu Ehren des am Bau der Eisenbahnlinie beteiligten Colonel Samuel Goode Jones in Jonesborough umbenannt, der im Ort neue Straßen anlegen ließ. Später erhielt die Stadt ihren vereinfachten heutigen Namen. 
Die Eisenbahnlinie wurde zunächst von der Monroe Railroad and Banking Company gebaut, die aber nicht die Linie bis nach Atlanta fertigstellte. Erst die nachfolgende Macon and Western Railroad Company konnte die Arbeiten 1846 vollenden. 
Die Stadt spielte während des Atlanta-Feldzuges von Mai bis September 1864 eine größere Rolle, da hier die Schlacht von Jonesborough vom 31. August bis zum 1. September 1864 stattfand. 

## Demographische Daten
Laut der Volkszählung von 2010 verteilten sich die damaligen 4724 Einwohner auf 1181 bewohnte Haushalte, was einen Schnitt von 2,50 Personen pro Haushalt ergibt. Insgesamt bestehen 1399 Haushalte. 
65,4 % der Haushalte waren Familienhaushalte (bestehend aus verheirateten Paaren mit oder ohne Nachkommen bzw. einem Elternteil mit Nachkomme) mit einer durchschnittlichen Größe von 3,10 Personen. In 35,9 % aller Haushalte lebten Kinder unter 18 Jahren sowie in 24,6 % aller Haushalte Personen mit mindestens 65 Jahren.
21,0 % der Bevölkerung waren jünger als 20 Jahre, 39,9 % waren 20 bis 39 Jahre alt, 26,5 % waren 40 bis 59 Jahre alt und 11,6 % waren mindestens 60 Jahre alt. Das mittlere Alter betrug 33 Jahre. 60,7 % der Bevölkerung waren männlich und 39,3 % weiblich.
35,0 % der Bevölkerung bezeichneten sich als Weiße, 58,2 % als Afroamerikaner, 0,1 % als Indianer und 2,1 % als Asian Americans. 2,0 % gaben die Angehörigkeit zu einer anderen Ethnie und 2,5 % zu mehreren Ethnien an. 7,2 % der Bevölkerung bestand aus Hispanics oder Latinos.
Das durchschnittliche Jahreseinkommen pro Haushalt lag bei 31.343 USD, dabei lebten 34,3 % der Bevölkerung unter der Armutsgrenze.

## Sehenswürdigkeiten
Das Jonesboro Historic District und die Stately Oaks sind im National Register of Historic Places gelistet.
In Jonesboro befindet sich das Road-to-Tara-Museum über die Geschichte zum Film Vom Winde verweht.

## Verkehr
Jonesboro wird vom U.S. Highway 41 sowie von den Georgia State Routes 54 und 138 durchquert. Der nächste Flughafen ist der Flughafen Atlanta (rund 10 km nördlich).

## Kriminalität
Die Kriminalitätsrate lag im Jahr 2010 mit 364 Punkten (US-Durchschnitt: 266 Punkte) im durchschnittlichen Bereich. Es gab vier Vergewaltigungen, drei Raubüberfälle, 18 Körperverletzungen, 32 Einbrüche, 93 Diebstähle und 15 Autodiebstähle.

## Söhne und Töchter der Stadt
- Jesse Fuller (1896–1976), afroamerikanischer Blues-Musiker
- Thomas Milton Rivers (1888–1962), Virologe und Bakteriologe
- Toney Douglas (* 1986), Basketballspieler